# North Grenville
North Grenville es un municipio canadiense situado en la provincia de Ontario.

## Superficie
North Grenville tiene una superficie de 351,9 km².

## Demografía
En 2021, tenía 17 964 habitantes, una densidad poblacional de 51 hab./km², y 7244 viviendas.